# Parco San Giuliano
Il parco San Giuliano è un grande parco urbano situato nel comune di Venezia, nell'omonima località. Si affaccia sulla laguna di Venezia, all'inizio del ponte della Libertà e non lontano dall'aeroporto Marco Polo.
Oltre ad essere un'area di recupero ambientale e paesaggistico ed uno dei più importanti luoghi per lo studio dell'ambiente lagunare, si propone quale meta per lo svolgimento di attività sportive e attività culturali per il tempo libero. Realizzato grazie ad un contributo europeo, il parco San Giuliano rappresenta un progetto ambizioso, essendo uno degli interventi di riconversione urbana e di bonifica ambientale più significativi in Italia per complessità e articolazione, oltre che per le sue caratteristiche dimensionali e territoriali.
Il parco San Giuliano ha una superficie di circa 74 ettari.

## Storia

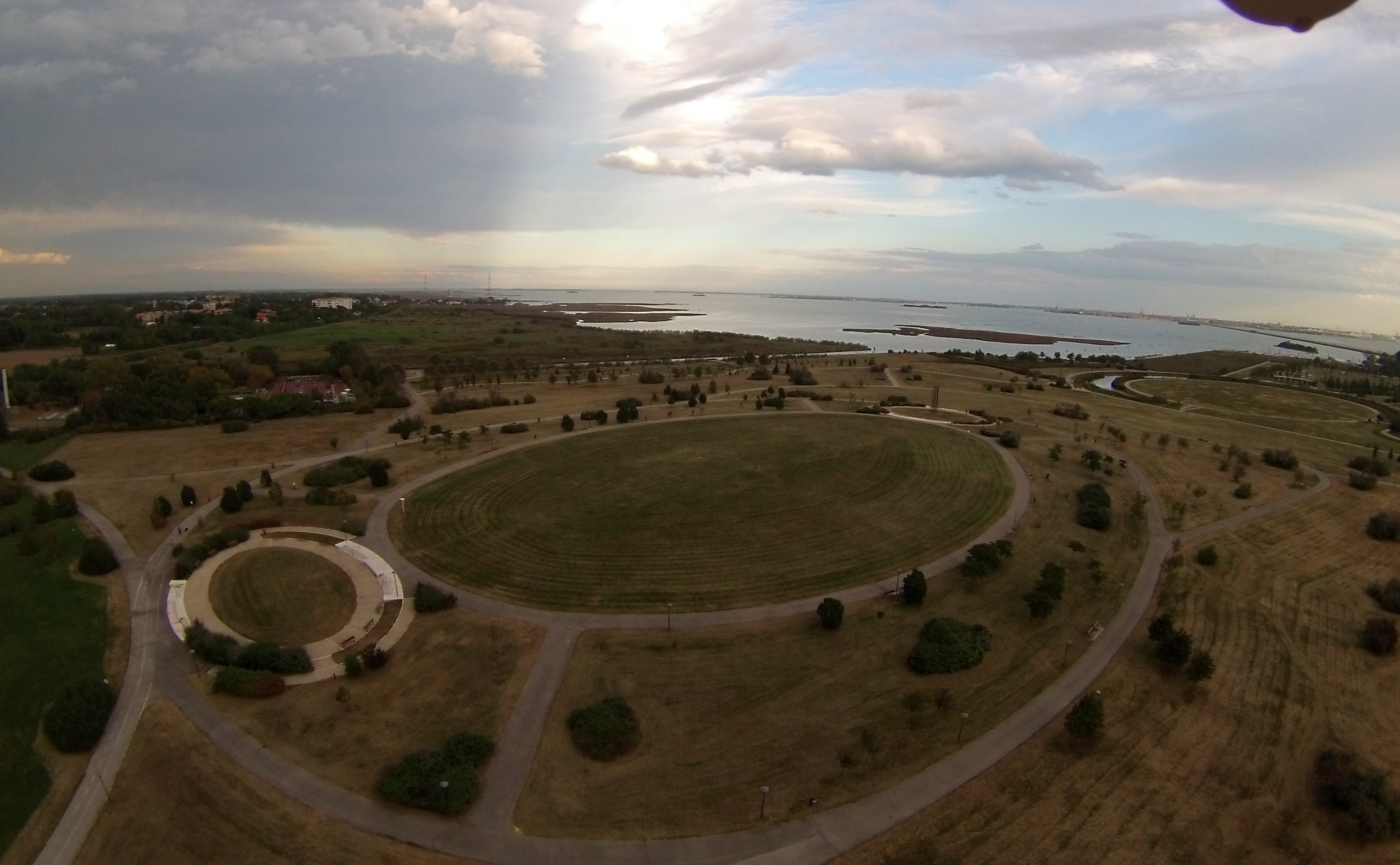
Il parco San Giuliano visto da un drone.

Il progetto è stato posto in essere nell'ambito di un intervento di conservazione e salvaguardia dell'habitat lagunare e del patrimonio faunistico e floristico lagunare, contrastandone il degrado verificatosi negli ultimi decenni.
L'area dove è stato realizzato il parco, Punta San Giuliano, in origine area paludosa, utilizzata negli ultimi decenni come discarica di fanghi industriali e rifiuti urbani che accumulandosi l'hanno imbonita, nonché punto di caduta dei pallini di piombo di un vicino tiro a segno, è stata riqualificata proprio nel corso di questo intervento. Il territorio sul quale sorge San Giuliano è così tornato ad essere, da area desolata (vi erano presenti solo un grande accampamento di nomadi ed un canile) qual era divenuto, punto di incontro tra la terraferma mestrina e Venezia, ben visibile dal parco.
Nel 1990 è stato indetto un concorso internazionale ("Un parco per San Giuliano"), da parte del comune di Venezia, con lo scopo di iniziare il processo di riconversione dell'area; nel 1991 l'architetto Antonio Di Mambro, in rappresentanza del gruppo "Comunitas Inc." (vincitore del concorso), inizia la stesura del Piano Guida del Parco San Giuliano.
Il Piano Guida del Parco San Giuliano, approvato dal Comune il 19 gennaio 1996, prevede uno sviluppo complessivo di 700 ettari che possono essere così suddivisi:
- 475 ettari di terreno
- 225 ettari di canali, barena e laguna.

In relazione alla vastità dell'intervento e alla disponibilità delle risorse economiche, i lavori di realizzazione (interrotti tra il 1999 e il 2000 per motivi giudiziari) hanno portato al completamento dei primi due lotti (A2 e B1) per un'estensione complessiva di 74 ettari.
Il Parco è stato presentato alla cittadinanza il 7 novembre 2003 dall'allora presidente della Commissione europea Romano Prodi e dall'ex sindaco Paolo Costa; in seguito è rimasto aperto al pubblico per tre giorni (7-9 novembre 2003). La definitiva apertura è avvenuta l'8 maggio 2004.
Dopo l'approvazione da parte del Ministero dell'Ambiente, nell'ottobre 2011 sono iniziati i lavori di bonifica nell'area di Punta San Giuliano, ove sono attive alcune società sportive; secondo il Piano Guida dell'architetto Di Mambro la zona dovrebbe invece ospitare un rinnovato polo nautico (sebbene per tale progetto non ci sono ancora le risorse economiche necessarie). I lavori, suddivisi in cinque lotti, termineranno per maggio 2013.
Nel 2021, in seguito all'accordo tra il Comune di Venezia e il Provveditorato Interregionale per le Opere pubbliche (ex Magistrato alle Acque) per la bonifica dei rifiuti speciali (fosfogessi) della barena di Passo Campalto, viene annunciato l'ampliamento del parco di altri 27 ettari.

## Territorio
Il Parco di San Giuliano, esteso ad oggi per 74 ettari, offre aree verdi, pochi spazi ricreativi di ristoro in aree attrezzate, una pista di pattinaggio e un campo sportivo, oltre ad una rete di percorsi pedonali e ciclabili inseriti nel sistema del verde.

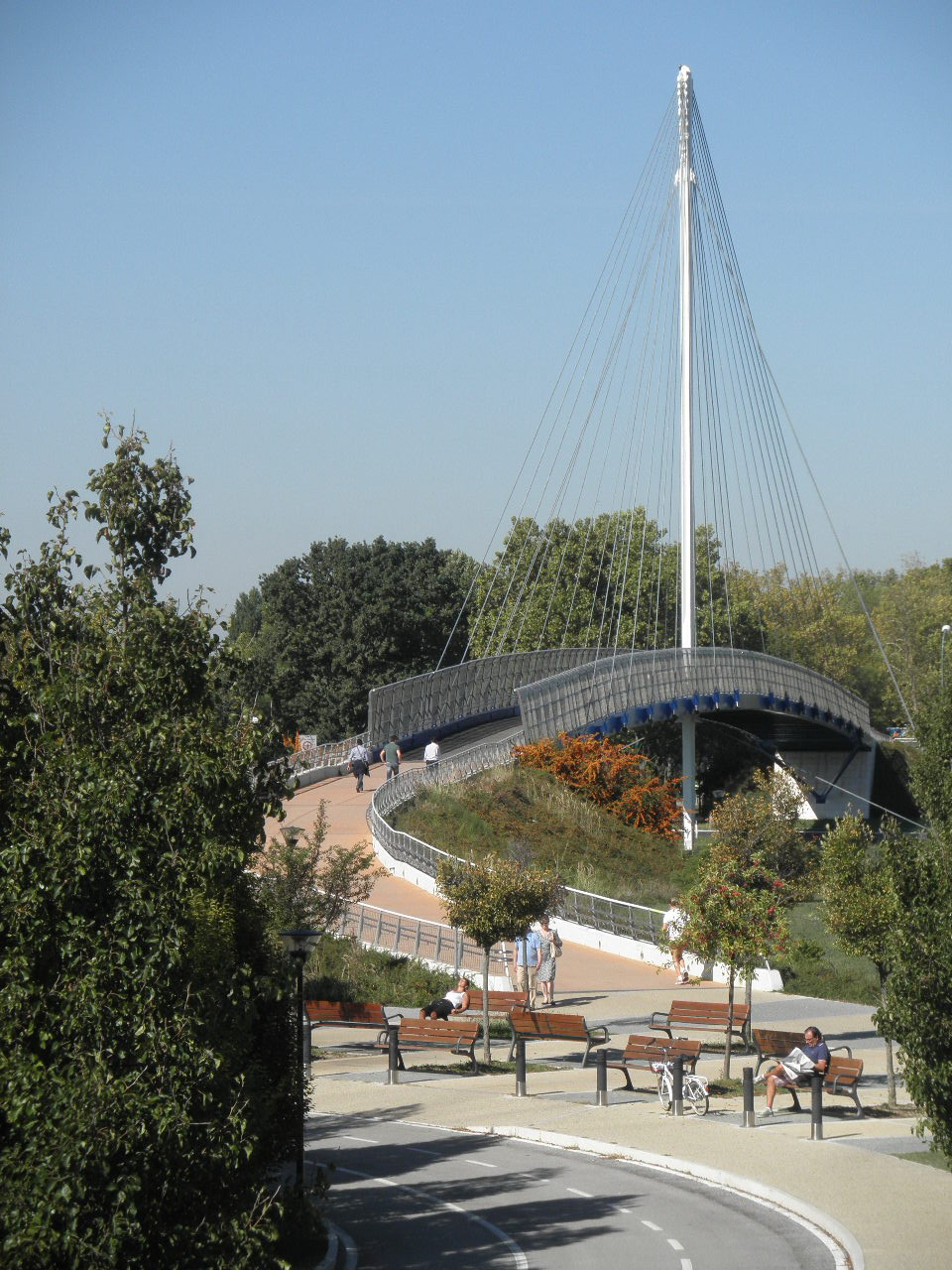
Il ponte Europa

È collegato al quartiere Villaggio San Marco da un ponte strallato ciclo-pedonale (ponte Europa) che permette di superare la SS 14: lungo 140 metri e alto circa 7 dal piano stradale presenta un pennone centrale di 40 metri.

## Fauna
Il parco San Giuliano è una delle zone più ricche di biodiversità dell'ambiente lagunare del veneziano, ed è noto per essere un'ottima zona per l'osservazione delle specie frequentanti la laguna, per questo attira l'interesse di molti fotografi naturalistici ed osservatori, in particolare ornitologi. Il parco infatti è noto agli appassionati per la ricca avifauna, in quanto si tratta di una zona di nidificazione per molte specie di uccelli.

### Avifauna
Le specie più comuni da avvistare nel parco sono anche quelle meglio adattate agli ambienti e ai giardini urbani. Si tratta del gabbiano reale mediterraneo, il germano reale, il colombaccio, la tortora dal collare, la cornacchia grigia, la gazza, la ghiandaia, il merlo, la cinciallegra e, durante l'inverno, il pettirosso e il fringuello. In primavera sono molto abbondanti le rondini, i balestrucci e i rondoni.

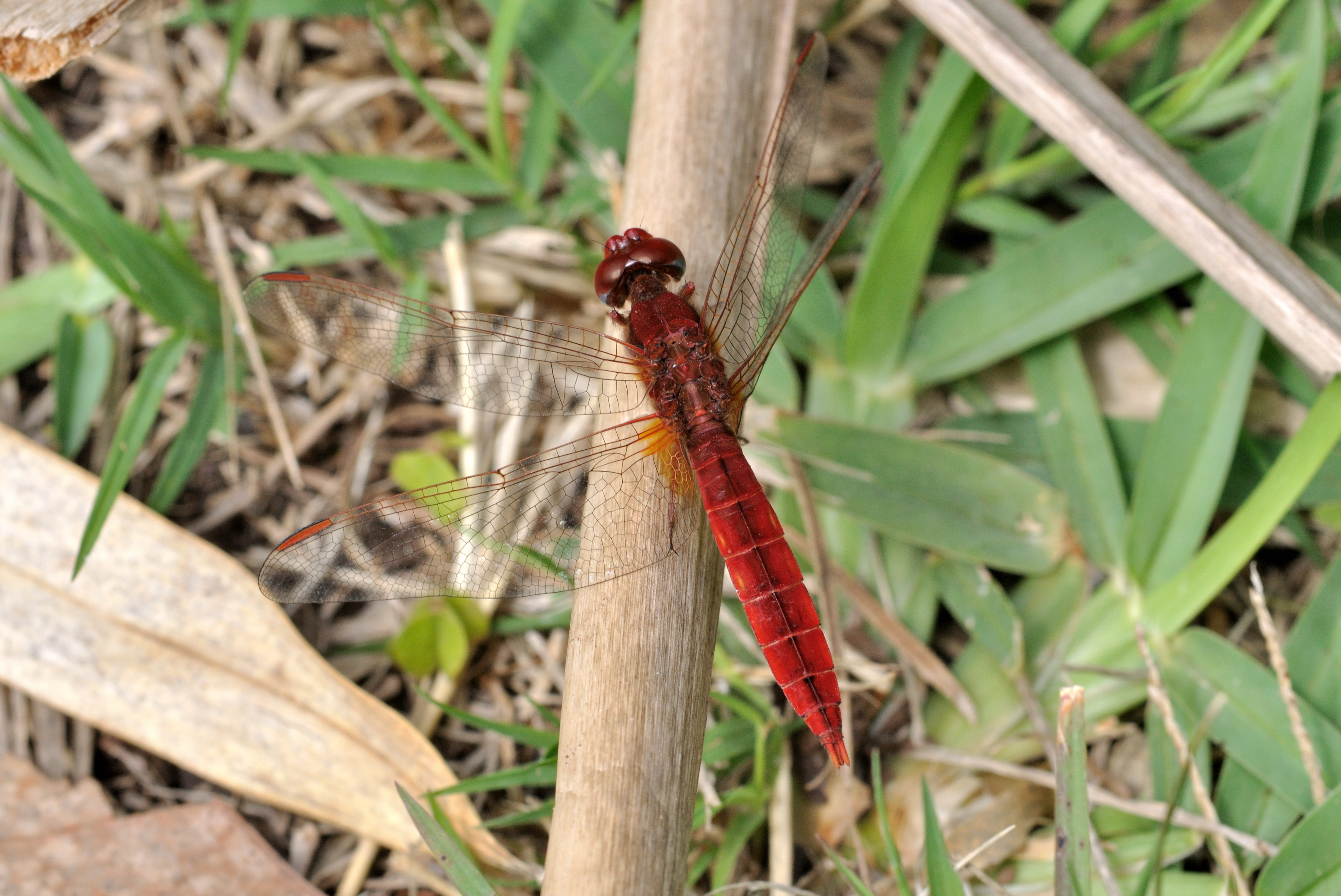
Frecciarossa (Crocothemis erythraea)

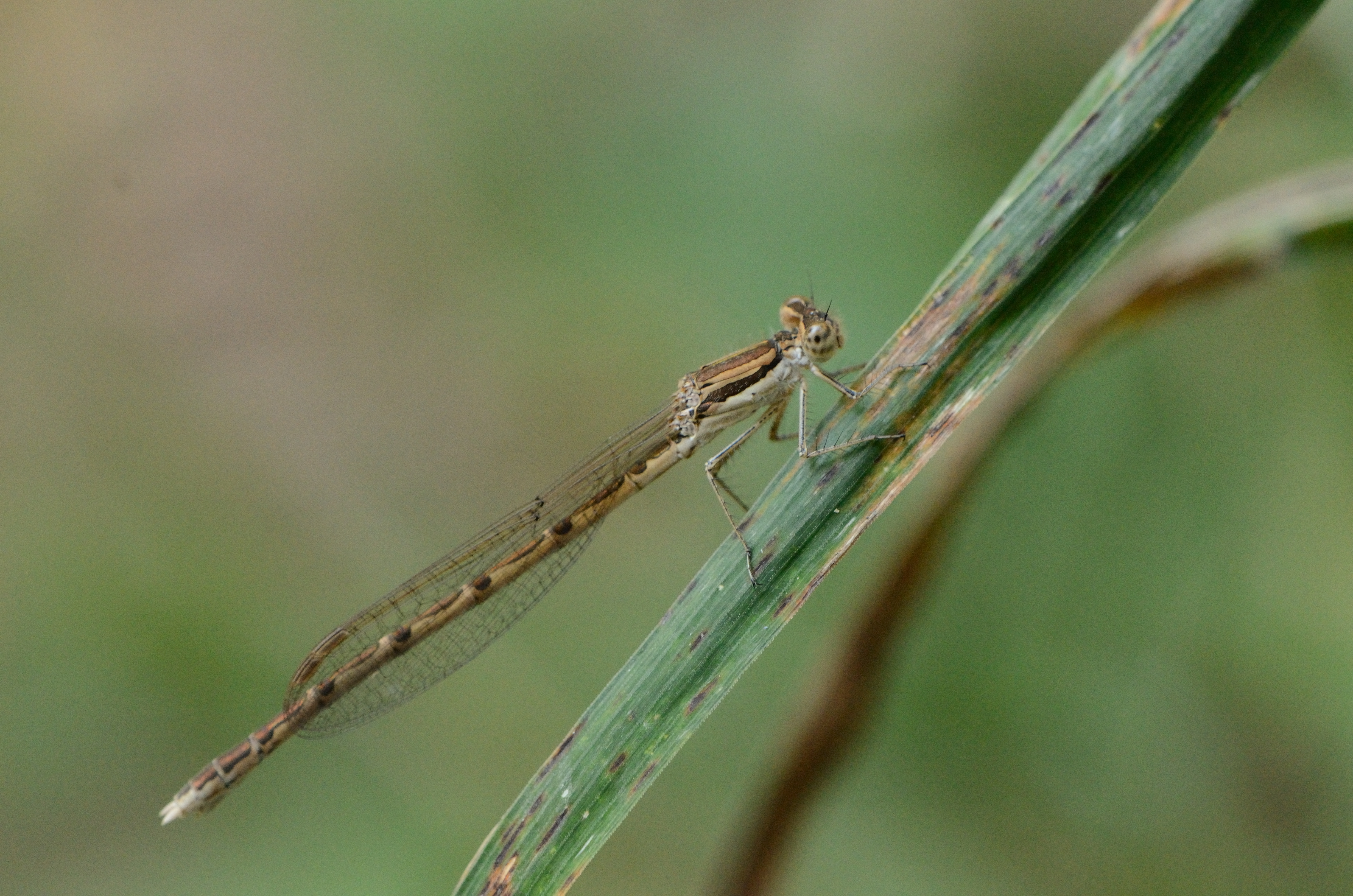
Invernina comune (Sympecma fusca)

#### Laghetti artificiali

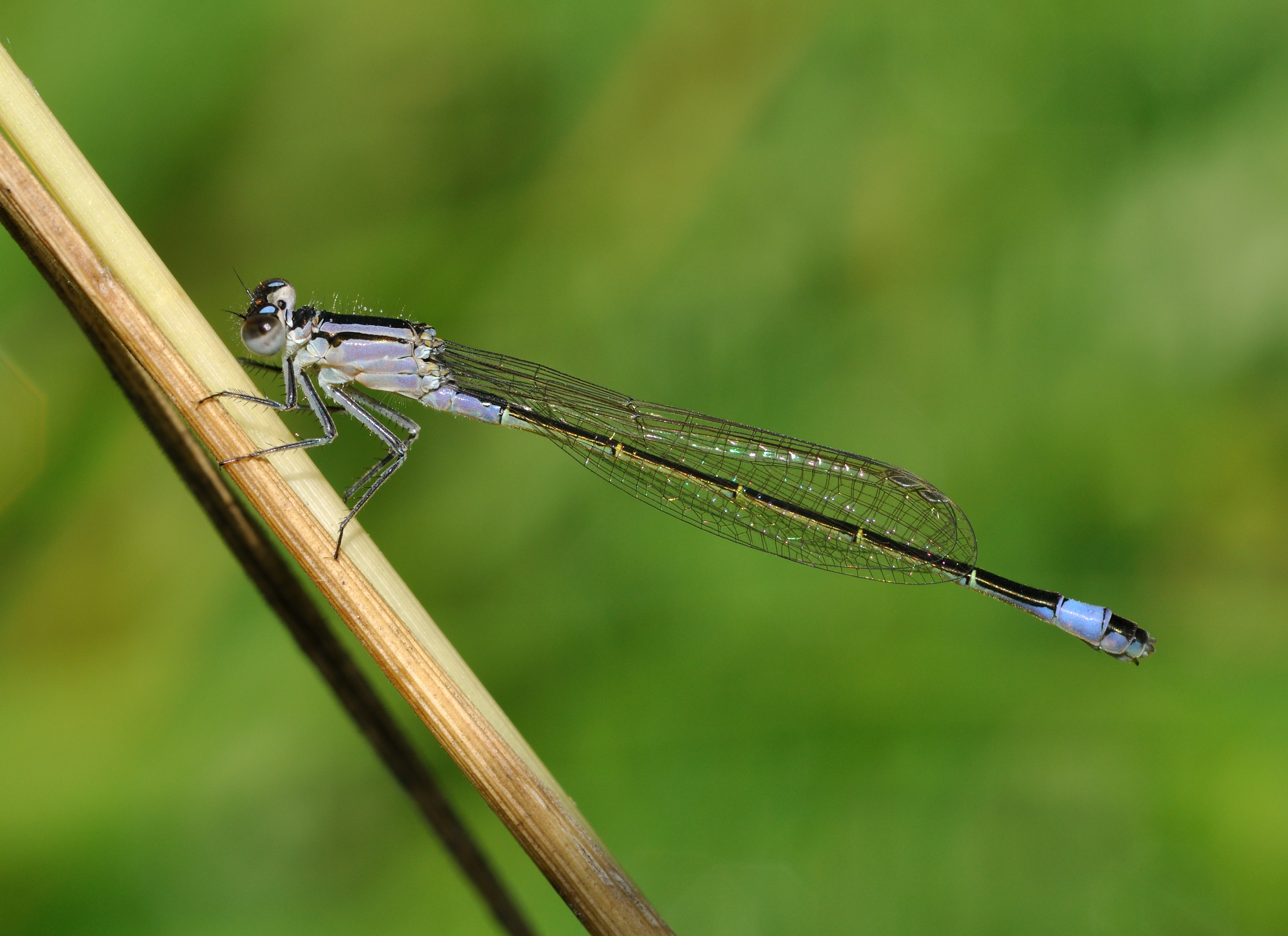
Codazzurra comune (Ischnura elegans)

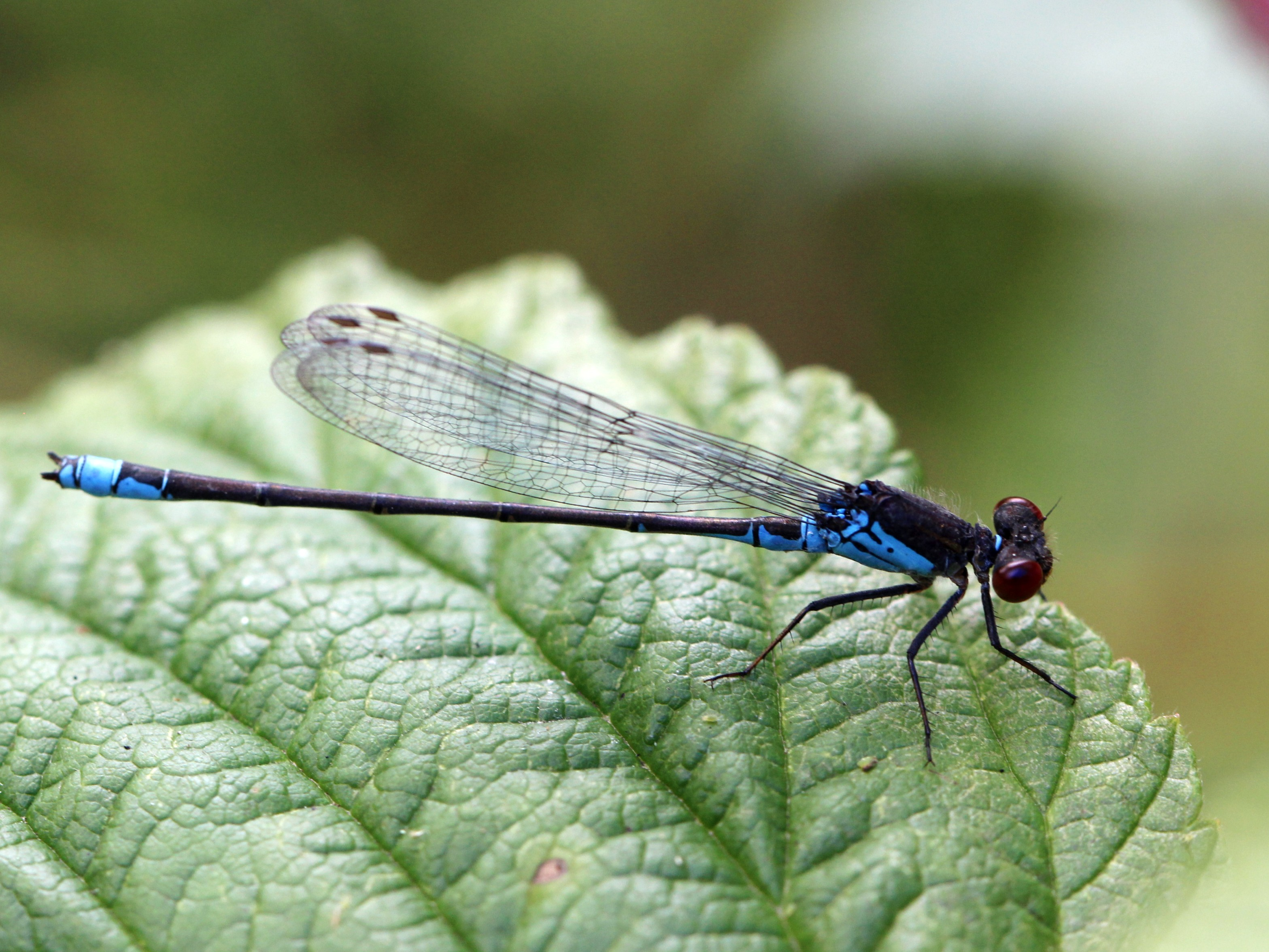
Occhirossi minore (Erythromma viridulum)

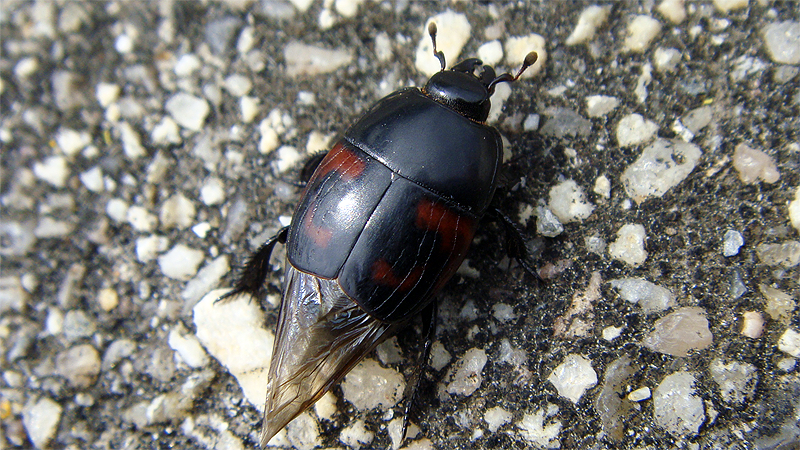
Hister quadrimaculatus

Proseguendo il percorso nel parco si giunge presso i due laghetti artificiali circondati dalla tipica cannuccia di palude che crea un ambiente particolare per varie specie di uccelli che in esso trovano sostentamento e protezione. Gli stagni d'acqua dolce infatti si sono rilevati quelli ospitanti la fauna ornitica di maggior rilievo: vi nidificano certamente la folaga, la gallinella d'acqua, il germano reale, il cigno reale, il tuffetto, e probabilmente anche il tarabusino, il cannareccione e la cannaiola. Nei canneti si nascondono numerose specie di uccelli; avvicinandosi a queste zone stagnanti si viene subito accolti dai versi di alcuni degli uccelli più tipici del parco. Il cannareccione e la cannaiola vivono nei canneti, nei quali occupano preferibilmente le aree rivolte verso l'acqua; schivi e sempre nascosti tra i canneti, sono più facili da sentire che da vedere. Le cannaiole e i cannareccioni sono molto simili e si riconoscono per le vocalizzazioni: Il canto della cannaiola è costituito da sequenze di raspamenti ritmici, interrotti da singole note fischiate; il canto ritmico del cannareccione invece è nettamente più forte e lento rispetto a quello della cannaiola. In inverno si avvicinano ai canneti la cinciallegra, la cinciarella ed il pendolino; occasionalmente si può osservare fra i canneti anche la passera mattugia. Il falco di palude è stato osservato più volte cacciare sopra gli stagni; con un po' di fortuna in inverno si può osservare anche l'albanella reale. In sosta è stato anche rilevato il porciglione e più volte la schiribilla, due uccelli che vivono appunto sui prati bagnati delle sponde di corsi e specchi d'acqua, in particolare con canne e cespugli. Tra le specie di rettili e di anfibi adattate ai laghetti artificiali è importante la stretta relazione preda-predatore tra la rana verde e la natrice dal collare, una biscia d'acqua innocua e specializzata nella caccia di girini e di rane. È anche presente in entrambi i laghetti, come specie alloctona, la testuggine palustre americana. La nutria, un'altra specie alloctona ed invasiva, si è adattata perfettamente all'habitat offerto dai canneti dei laghetti artificiali. Tra gli insetti dei laghetti si segnalano in particolare le libellule e specie affini: la codazzurra comune, la occhirossi minore, la invernina comune e il frecciarossa.

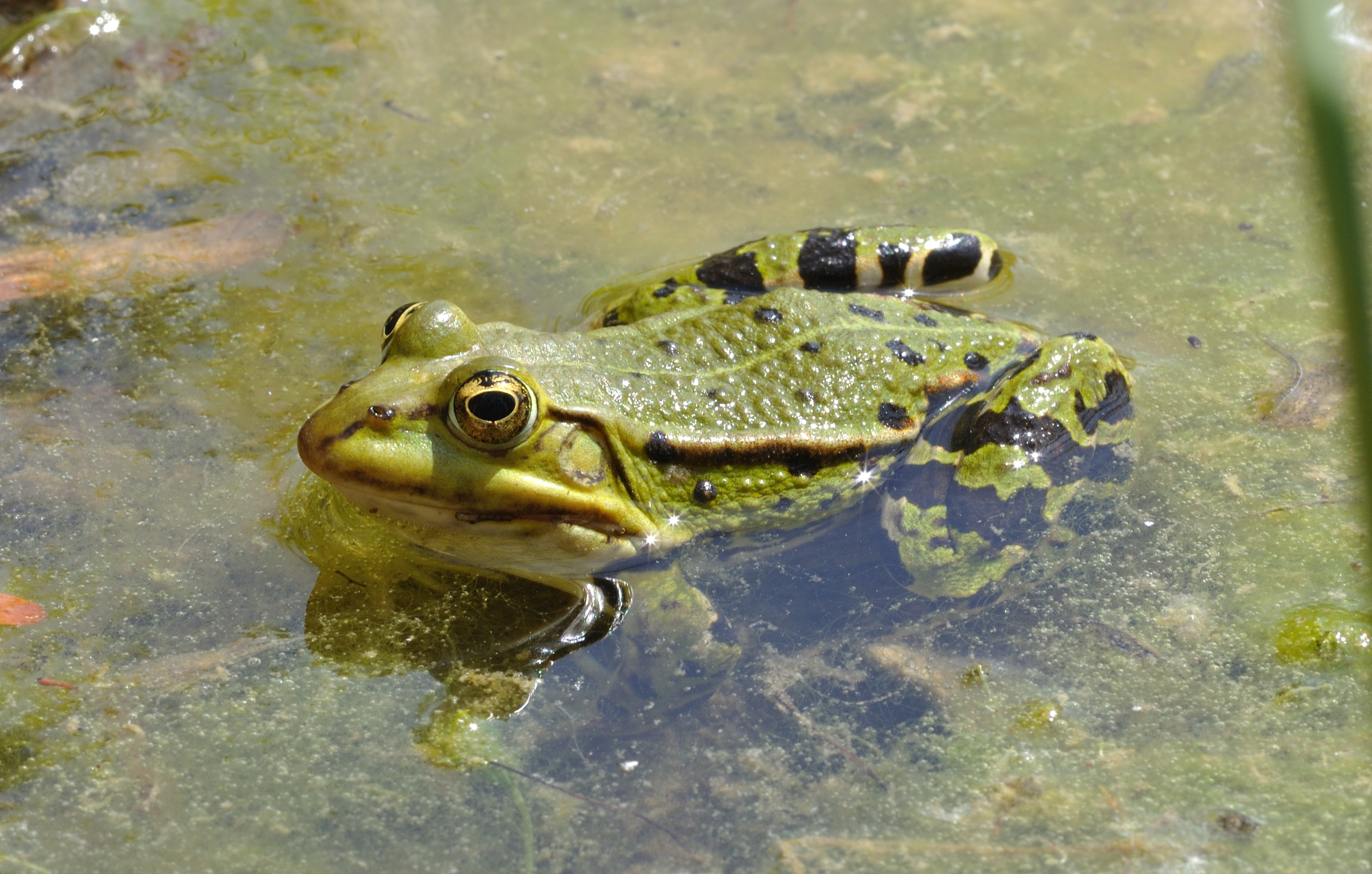
La rana verde è comune nei laghetti e nei corsi d'acqua

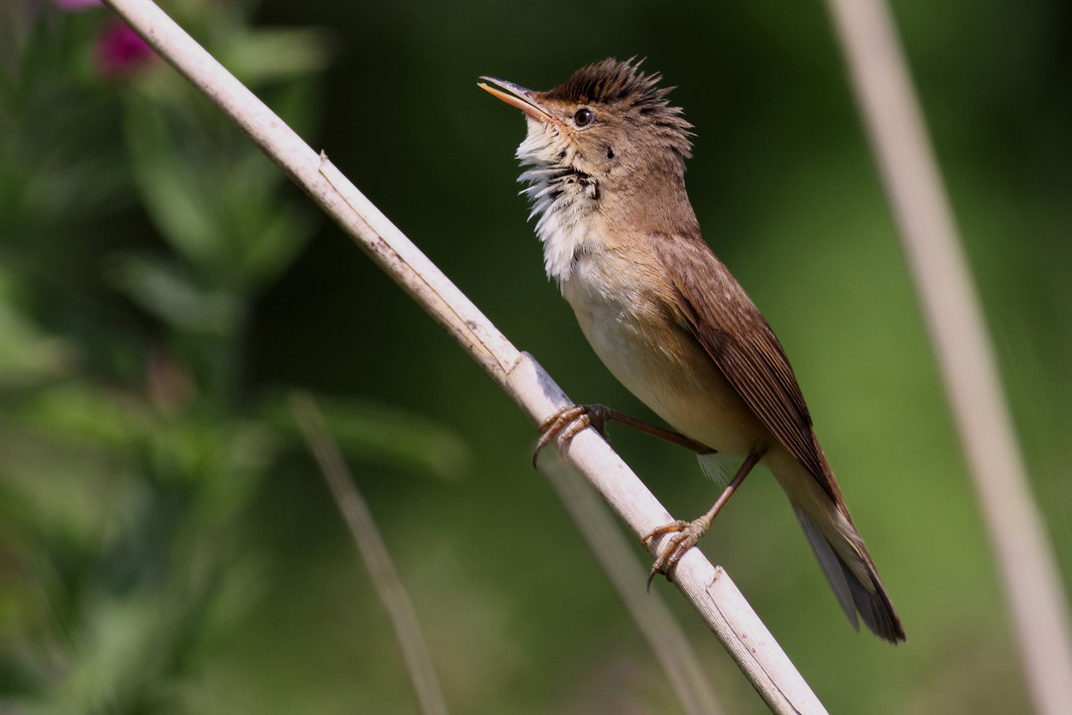
Il cannareccione si nasconde tra gli steli dei canneti

#### Fiume Marzenego
Il canale Osellino del fiume Marzenego raggiunge il parco San Giuliano dal centro di Mestre, e le specie di uccelli più comuni nelle sue acque sono il gabbiano reale mediterraneo, il gabbiano comune, il cormorano, la garzetta e l'airone cenerino. Più raro nelle sponde del centro urbano, ma comune in quelle nei pressi di San Giuliano, è il cigno reale. Nelle superfici ghiaiose nei bordi del canale si possono osservare le gallinelle d'acqua e il piro-piro piccolo. È solita sorvolare il fiume la sterna comune, mentre il marangone minore riposa nei rami degli alberi che spiovono sull'acqua. In primavera si abbeverano nel fiume molte rondini, balestrucci e rondoni. Il canale ospita su un suo argine franato dal 2006 una piccola colonia con almeno 2-3 nidi di gruccione. Tra i rettili si segnalano la testuggine palustre americana, specie alloctona, e la natrice tassellata, un'altra specie di biscia d'acqua, specializzata nella caccia di piccoli pesci. Anche la nutria è una specie estremamente invasiva negli argini del Marzenego.

#### Barene di Passo Campalto
Uno degli habitat di maggior suggestione offerto dall'area di San Giuliano è quello delle barene di Passo Campalto, che si stagliano sullo sfondo della laguna e della città di Venezia. Le specie di maggior interesse sono quelle ornitiche specializzate in questo tipo di ambienti, tipici lagunari. È facile da vedere il falco di palude e, d'inverno, l'albanella reale, mentre sorvolano le barene. Occasionalmente è possibile avvistare la specie di maggior interesse della zona delle barene: il raro gufo di palude, che in volo è facile da confondere con le albanelle. Albanelle e gufi di palude si nutrono prevalentemente di roditori, in particolare arvicole acquatiche e altre specie degli ambienti umidi. Tra i Passeriformi si segnala la presenza del beccamoschino, molto facile da sentire mentre vocalizza in volo, e il migliarino di palude.

#### Rapaci

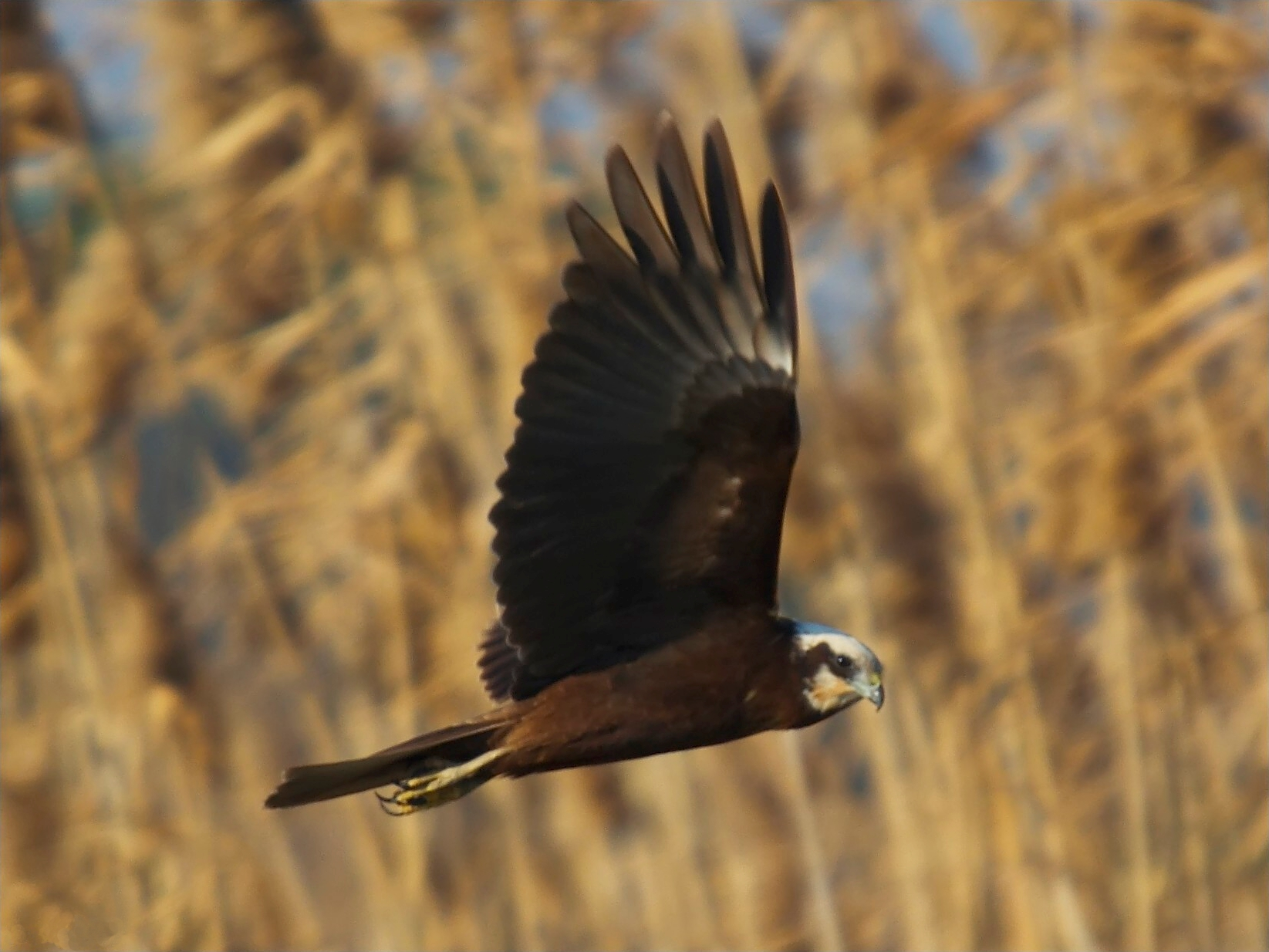
Il falco di palude sorvola i canneti e le barene

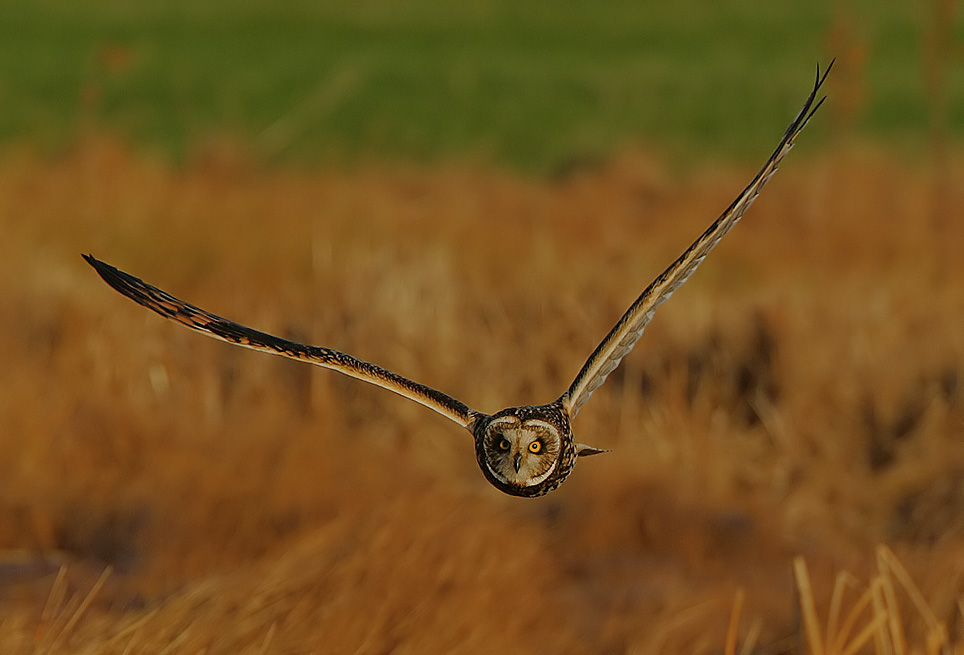
Il gufo di palude è una specie molto rara che caccia nelle barene

Tra i rapaci diurni, la specie più facilmente osservabile è il falco di palude, presente tutto l'anno. Si tratta di un rapace che nidifica nei canneti e che cerca il cibo in habitat aperti, soprattutto presso l'acqua; nel parco San Giuliano lo si può osservare mentre vola lento sopra il canneto in cerca di prede. Se si è fortunati nel periodo invernale (in particolare novembre-dicembre) è possibile osservare anche l'albanella reale. Tipico di tutte le specie del genere Circus è il volo di ricerca ondulante: a pochi metri dal suolo, l'uccello vola con le ali tenute a V al di sopra del corpo, "dondolando" sul proprio asse. Non appena scorge una possibile preda, esegue una virata improvvisa e si lancia in picchiata al suolo. Un altro rapace diurno che può essere osservato almeno in zone adiacenti al parco è il piccolo gheppio, comune in habitat campestri e bordi boschivi, e che caccia in habitat aperti. Altri rapaci diurni, seppur molto rari, che sono stati osservati almeno una volta nel parco sono la poiana e lo sparviere, osservati da settembre a marzo, il falco pecchiaiolo, avvistato a maggio, il lodolaio, avvistato a settembre, e il falco pellegrino, avvistato almeno una volta sia a settembre che a gennaio. I rapaci notturni del Parco San Giuliano sono considerati abbastanza rari, ma recentemente si sta riscontrando un incremento dell'assiolo nei giardini urbani di Venezia e Mestre, un piccolo parente dei gufi che sverna in Africa a sud del Sahara. L'assiolo vive in habitat secchi, su raggruppamenti di albero di vario tipo, è quindi facile che si sia spinto anche nel parco San Giuliano. Durante le notti estive e primaverili infatti, anche nel vicino centro urbano di Mestre, è sempre più facile sentire il caratteristico canto di questo rapace notturno - formato da una sequenza monotona di note malinconiche (chiù...chiù...chiù...) -, giunto in Italia dopo aver passato l'inverno in Africa.

#### Passeriformi

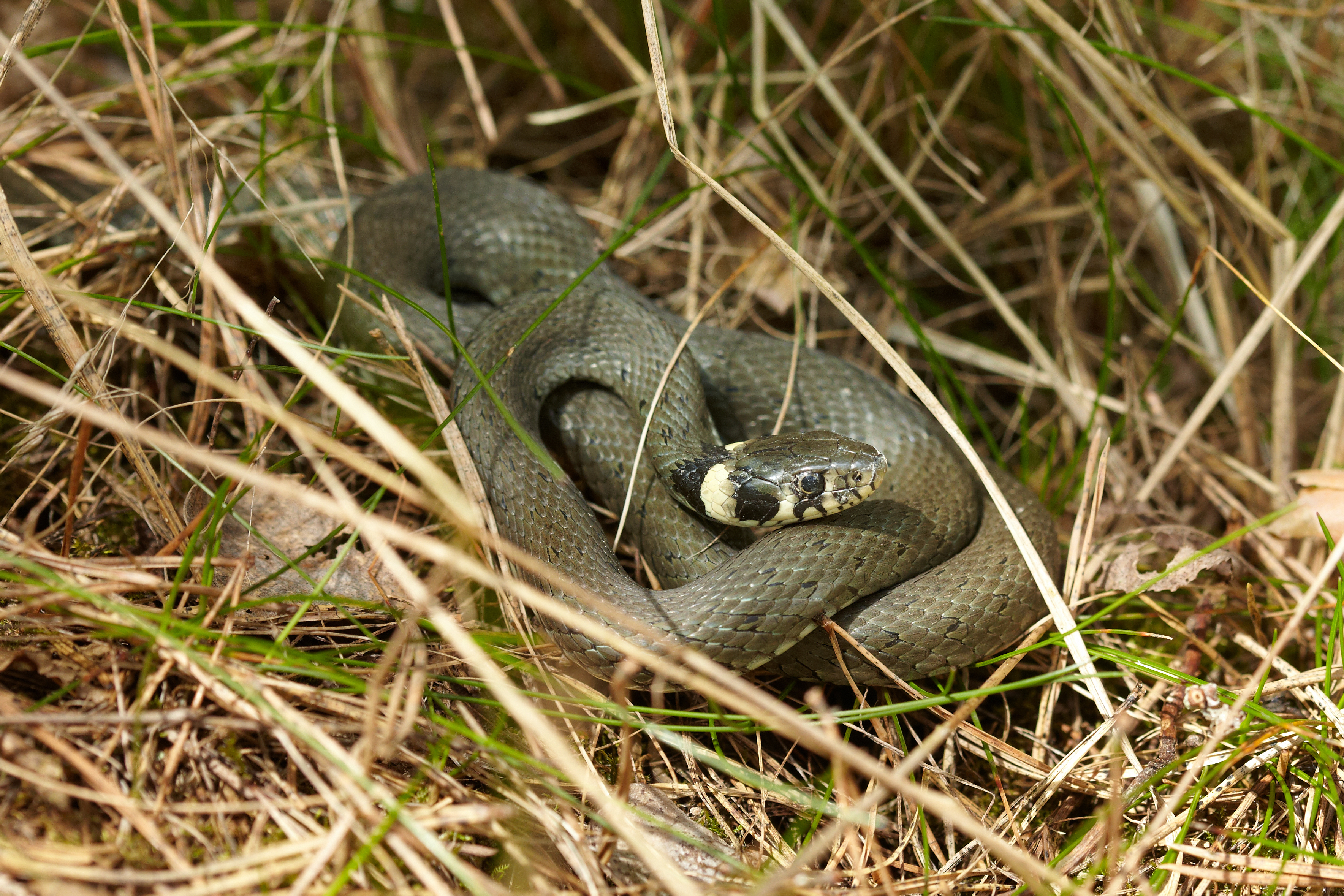
La natrice dal collare è una biscia innocua comune in zone umide

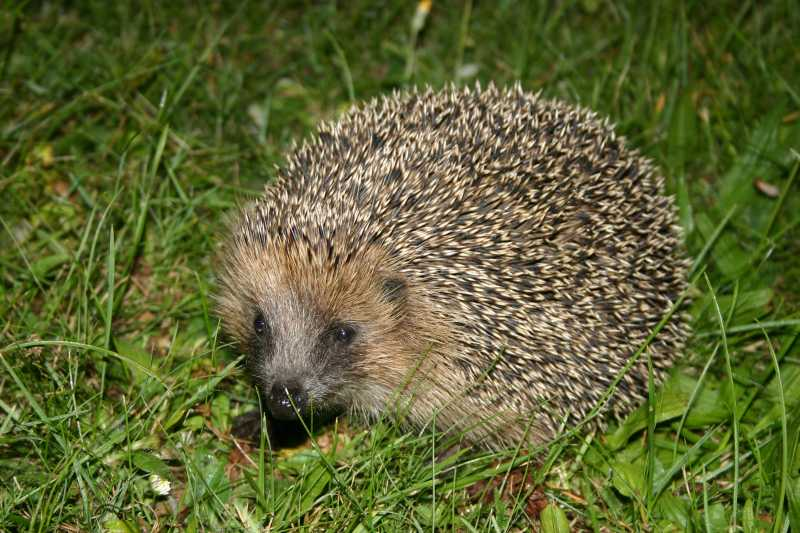
Il riccio si sposta soprattutto di notte e sembra sempre più raro

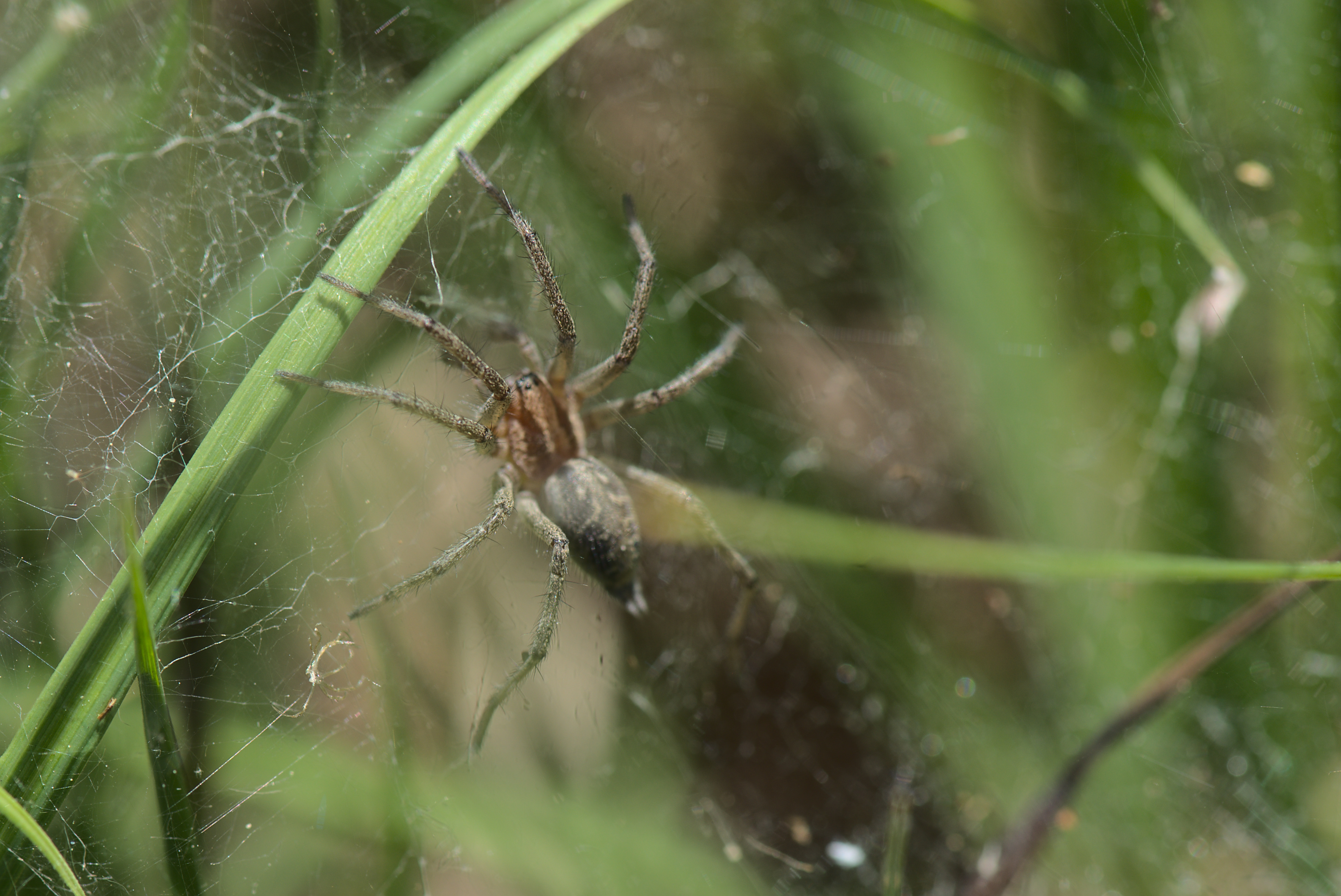
I cespugli ospitano le intricate ragnatele di Agelena labyrinthica

Tra i Corvidi, le specie più rare ed interessanti sono la taccola, la cornacchia nera ed il corvo comune. Avvicinandosi a gruppi di alberi vicini tra loro si viene subito accolti dal cinguettio delle cince. Sempre in movimento, acrobatiche e chiassose, le cince animano in ogni stagione gli habitat alberati del parco. La comunissima cinciallegra è tra i Passeriformi più comuni nel parco San Giuliano; se si presta attenzione in molte zone (in particolare nello stretto viale alberato che accosta il fiume Marzenego) spesso si possono osservare una o più cinciallegre che svolazzano di ramo in ramo, facilmente identificabili per la loro bellissima livrea e per il petto giallo attraversato da una striatura scura (più larga nel maschio). Sentire la loro voce inconfondibile, caratterizzata da numerosi richiami diversi, in parte forti, in parte vibranti, è molto facile non solo nel parco, ma anche nei giardini urbani di quasi tutta l'area. La cinciarella è più piccola e più rara della cinciallegra, ma è comunque possibile osservarla, sebbene la sua presenza al Parco san Giuliano non è comune. Tuttavia anche la cinciarella, seppur più difficilmente, è stata rinvenuta nelle aree alberate in vicinanza di centri abitati dell'area (a Mestre e a Venezia). Alle cince spesso si accompagna il codibugnolo, anche lui presente nel parco (ma più raro della cinciallegra) e riconoscibile per le piccole dimensioni e la lunga coda.

### Mammiferi
Tra i mammiferi ricordiamo alcuni roditori ed insettivori.
- Nutria (Myocastor coypus, specie introdotta in Italia dall'uomo);
- Topi selvatici (Muridae);
- Riccio europeo (Erinaceus europaeus).

### Rettili
I rettili del parco San Giuliano sono i seguenti.
- Lucertola muraiola (Podarcis muralis maculiventris);
- Natrice dal collare o Biscia d'acqua (Natrix natrix, serpente non velenoso).

### Invertebrati
Tra le farfalle più comuni del parco San Giuliano vi sono:

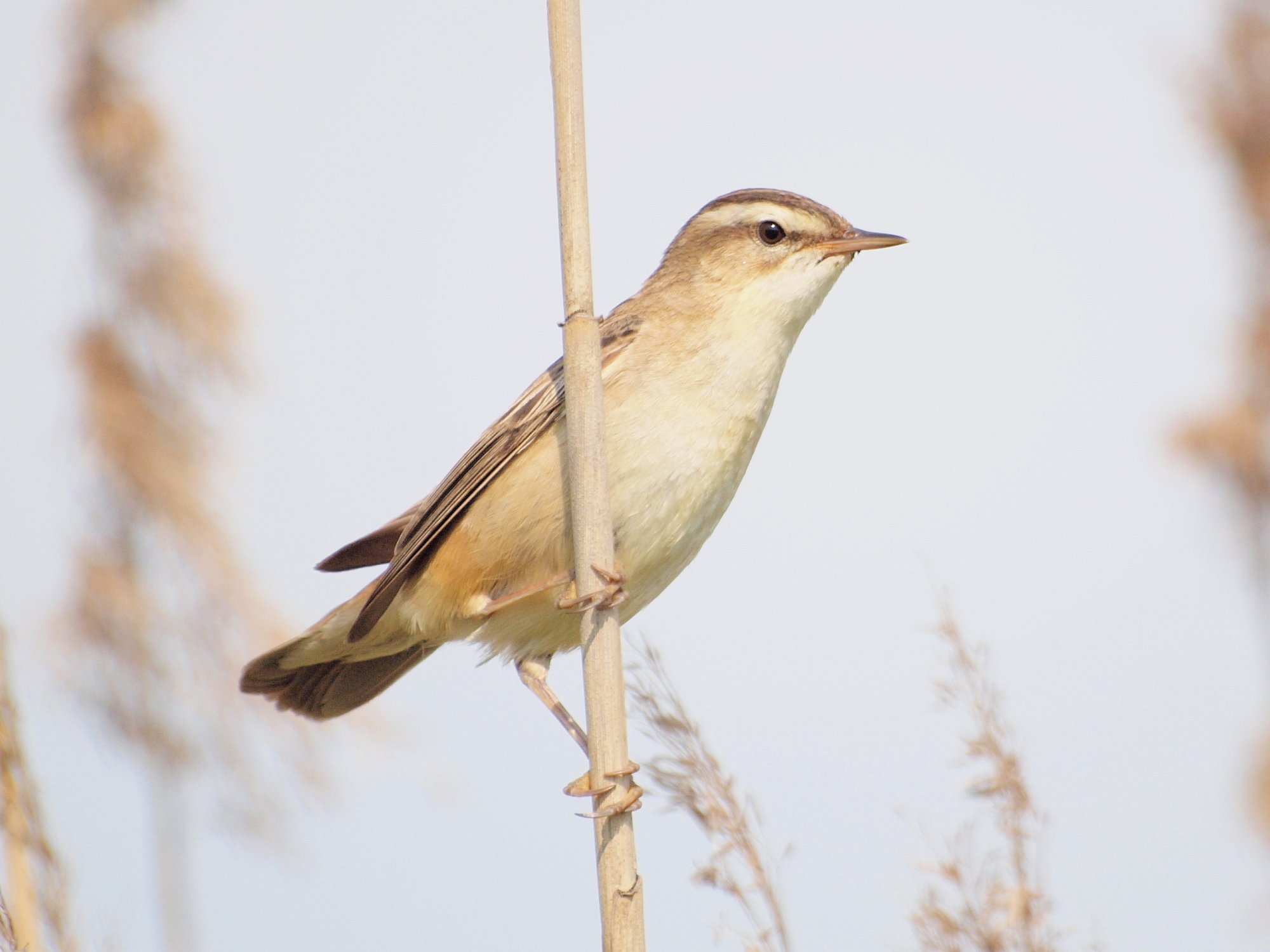
Il forapaglie è un altro passeriforme diffuso nei canneti e nei laghetti

- Il forapaglie è un altro passeriforme diffuso nei canneti e nei laghettiVanessa io o Occhio di pavone (Aglais io);
- Falena dell'edera (Euplagia quadripunctaria);
- Falena ermellino bianco (Spilosoma lubricipeda).

## Eventi
Dal 2007 al 2011, il parco San Giuliano ha ospitato ogni estate gli spettacoli dell'Heineken Jammin' Festival (con l'eccezione del 2009).
Dal 2006, inoltre, il parco è stato inserito nel percorso della Venice Marathon, che partendo dalla Riviera del Brenta arriva a Venezia, in riva dei Sette Martiri.
Nel 2010 e nel 2011 ha ospitato le uniche due edizioni dell'Electrovenice Festival, uno degli eventi riguardanti la musica elettronica più importanti d'Italia.
L'8 maggio 2011 ha ospitato la Messa celebrata da papa Benedetto XVI in occasione della sua visita a Venezia.
Inoltre, ogni anno nel primo weekend di Giugno si svolge la "Festa del Vento", raduno aquilonistico internazionale che ogni anno vanta un numero sempre crescente di partecipanti, ospiti e spettatori, con spettacoli, intrattenimento e esibizioni dei migliori piloti di aquiloni acrobatici a livello europeo.
Dalla primavera del 2011 è sede del Salone Nautico Internazionale di Venezia (precedentemente ospitato alla Marittima).
Nel 2013 e 2014 ospita la manifestazione Venice Sherwood Festival, la versione veneziana del famoso Sherwood Festival che si tiene da oltre un trentennio a Padova.
Nel 2014 ospita la manifestazione Estate Village (che si svolgeva dal 2005 nel parcheggio del centro commerciale Panorama di Marghera con il nome di "Marghera Estate Village" e dal 2015 ritorna nella sede originale con il nome di "Marghera Village").